# Stockern (Herrschaft)
Die Herrschaft Stockern war eine Grundherrschaft im Viertel ober dem Manhartsberg im Erzherzogtum Österreich unter der Enns, dem heutigen Niederösterreich.

## Ausdehnung
Die Herrschaft umfasste zuletzt die Ortsobrigkeit über Stockern, Kleinmaiseldorf und Engelsdorf. Der Sitz der Verwaltung befand sich im Schloss Stockern.

## Geschichte
Letzter Inhaber der Allodialherrschaft war Candidus Ponz, Reichsritter von Engelshofen, der diese in den Reformen 1848/1849 auflöste.